# شافهاوس-پره-زلتس
شافهاوس-پره-زلتس (به فرانسوی: Schaffhouse-près-Seltz) یک کمون در فرانسه با جمعیت ۵۳۲ نفر است که در Canton of Seltz واقع شده‌است.